# エーグ＝モルト
エーグ＝モルト （Aigues-Mortes）は、フランス、オクシタニー地域圏、ガール県のコミューン。

## 地理
自動車で、ニームから約35km、モンペリエから約30kmの距離にある。
エーグ＝モルトは、標高の低い湿地と、カマルグの一部である池からなる。隣接するコミューン、ル・グロ＝デュ＝ロワによってリオン湾から隔てられている。

## 由来
エーグ＝モルトとは、町の周囲に伸びる沼地と池にちなんでいる。1248年には、『死んだ水』を意味する名で、ラテン語でAquae Mortuae、オック語でAigas Mòrtasと呼ばれていた。この言葉から、エーグ＝モルトの水は淀んでいて、「生きた水」がなかったことがわかる。

## 歴史

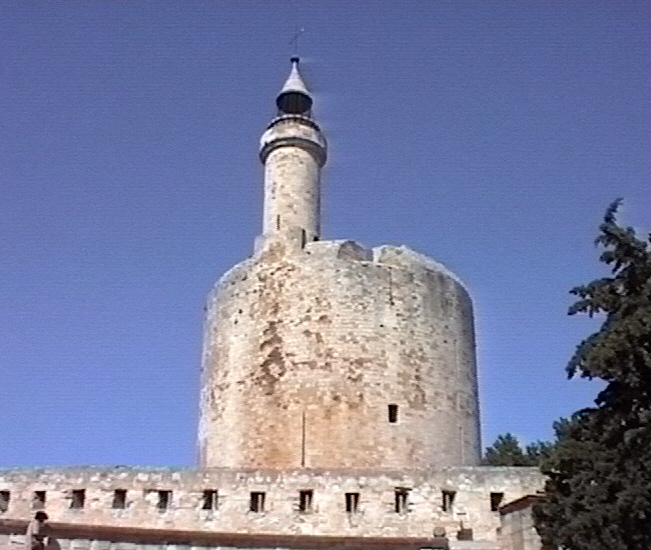
コンスタンス塔

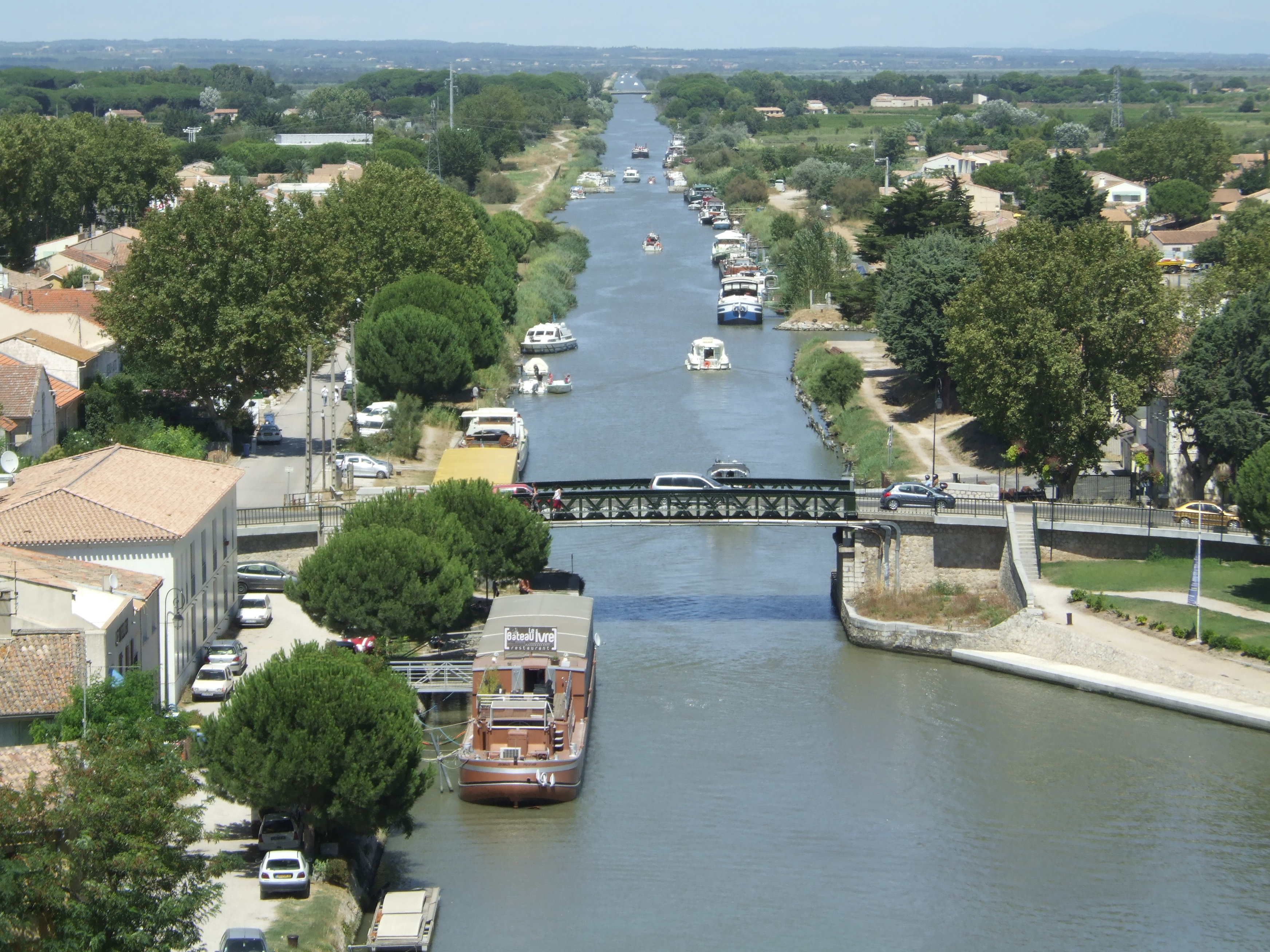
運河

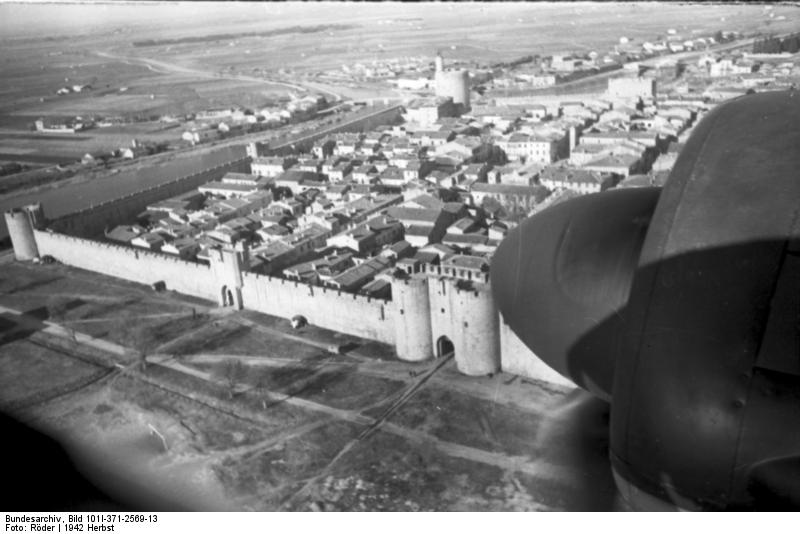
1942年に撮影されたエーグ＝モルト

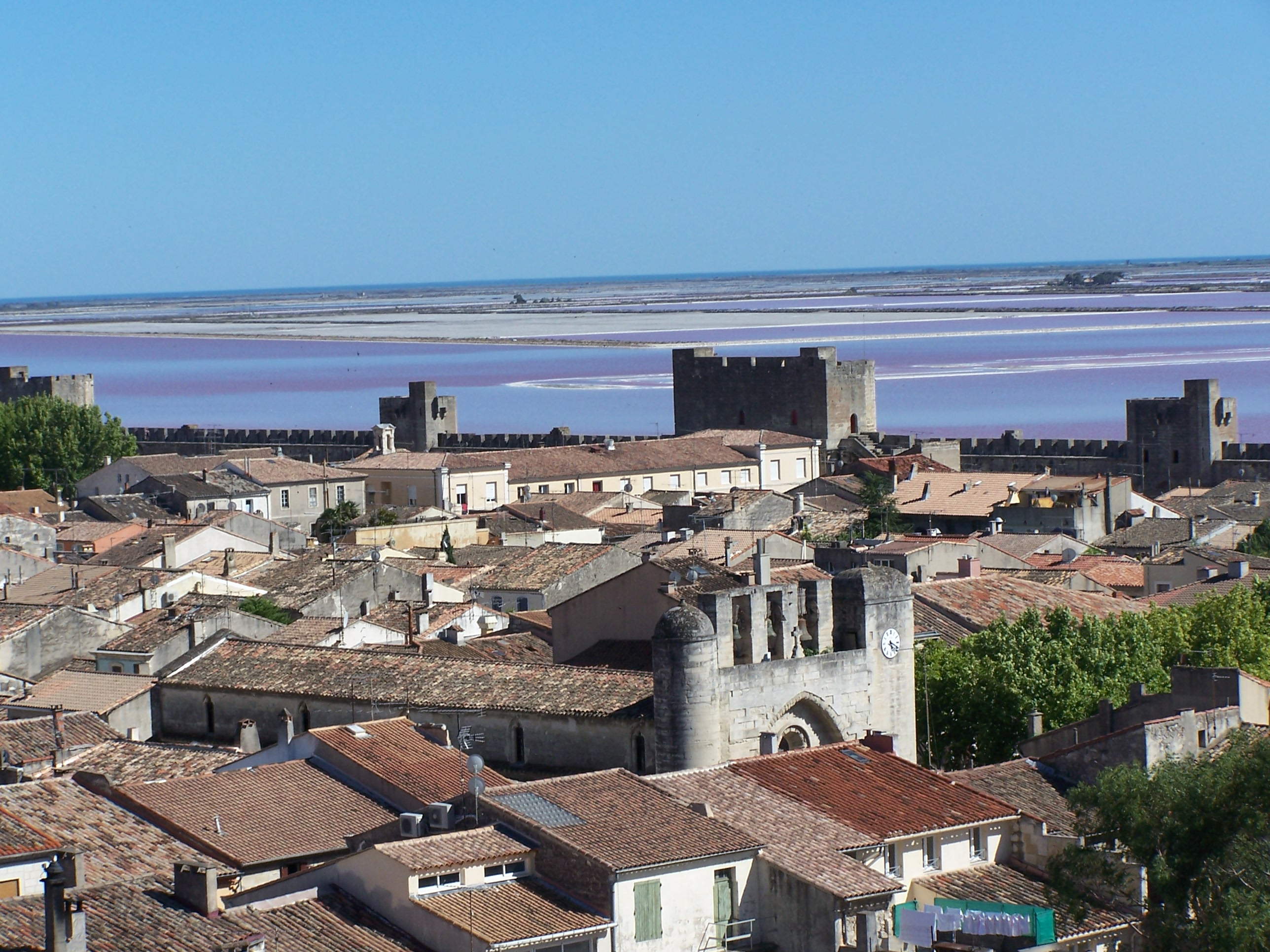
城壁外に広がる塩田

ローマ人の人名Pecciusが変化し、この地にある塩水の湿地はペッカイス湿地（marais du Peccais）と呼ばれていた。
791年、カール大帝が湿地の中間に、漁夫や製塩の作業者の安全のためマタフェル塔を建てた。この塔の建設は、艦隊の来訪時に警告を発してニームにあるマーニュ塔へ知らせるなど、信号による情報伝達網の構築にも関連すると指摘されている。この円形の塔は後にカール大帝がベネディクト会へ寄進した。彼らは聖務につき、日夜問わず絶え間なく賛美歌を歌った。これにより修道院の名はプサルモディ（賛美歌集）と名づけられた。
当時の住民は、アシで作った小屋に住み、漁業、狩猟、海に面した塩水の湿地で作る塩で生計を立てていた。この地域一帯はプサルモディ修道院の修道士たちが治めていた。
1240年、ルイ9世はこの地を彼の王国の戦略上の要所に定めた。当時、マルセイユは彼の弟シャルル・ダンジューの領土であり、アグドはトゥールーズ伯領、モンペリエはアラゴン王国領であった。ルイ9世は地中海へ直接行き来できる場所を求めたのである。王は自らの財産と引き換えに、修道士たちから町とその周辺を買い上げた。これにより人々は塩税が無税となった。ルイ9世は湿地の中に道を建設し、監視用と都市の往来保護の目的でカルボニエール塔を建てた。兵舎にするためコンスタンス塔を建てた。1272年、フィリップ3世は小さな町を完全に覆い隠す城壁の建設を命じた。城壁が完成したのは30年あまり後のことだった。
ルイ9世は、エーグ＝モルトから2度、聖地へ向けて出発した。1248年の第7回十字軍、1270年の第8回十字軍である。ルイ9世は第8回十字軍でチュニスに到着し、黒死病で没したことになっているが、実際の死因は赤痢であった。
フランス革命期、町の名はポール＝ペレティエ（Port-Pelletier）と改名された。

## 経済
- ワイン生産およびアスパラガス栽培。
- カマルグ馬とウシの飼育。事実上湿地で放し飼いされている。エーグ＝モルトのウシはスペインの闘牛用ウシより小さく、ずんぐりしており、角は尖っている。
- 製塩業
- 13世紀から14世紀にかけてつくられた中世の城郭、海にひきつけられて多くの観光客や短期滞在者がやってくる。

## 交通
- 水路 - ローヌ・ア・セット運河。都市の南北と西をつなぐ。
- 鉄道 - ニーム-ル・グロ・デュ・ロワ線
- 道路 - A9、D-58、D-62、D-979